# 이산화 염소
이산화 염소(二酸化 塩素, Chlorine dioxide)는 염소와 산소로 이루어진 화합물이다. 분자식은 ClO2이다. 과산화 염소(Chlorine peroxide)와는 다른 물질이다.

## 성질
상온에서는 염소 또는 오존과 비슷한 냄새를 가진 적황색 기체로 존재한다. 액체는 적갈색을 띠며 고체는 등황색이다. 녹는점은 -59°C, 끓는점은 11.0°C이다. 생성열은 23.5kcal/mole, 증발열은 6.52kcal/mole이며 0°C에서의 증기압은 490mmHg이다. 산소 원자와 염소 원자간의 결합 길이는 1.491±0.14Å이며 결합각은 116.5±2.5°이다.
이산화 염소는 강 산화제로 작용한다. 열에 대해서 극히 불안정하며, 열이 가해질 경우 산소와 염소로 분해된다. 빛에 의해서도 분해하며, 이 경우 산소, 염소 외에 삼산화 염소를 생성한다. 수분이 존재할 경우 삼산화 염소, 하이포아염소산, 아염소산, 염소산, 과염소산을 생성한다. 수소와의 혼합물은 가열하면 폭발하며, 황, 인, 황화물 등과는 접촉하면 폭발한다. 수은, 암모니아와 반응하지만 황산과는 반응하지 않고 흡수된다. 물에 매우 잘 녹아 황갈색의 수용액을 만든다. 수용액은 어두운 곳에서는 안정하지만 빛에 의해서 분해되어 염산과 염소산을 생성한다.
이 외에 이산화 염소가 관여된 반응은 주로 다음과 같은 것이 있다.
- 염소 또는 아이오딘과 반응하여 각각 염소산 또는 아이오딘산을 생성한다.
- 아이오딘화 칼륨과는 수소 이온 농도에 따라 반응의 양상이 달라진다. 이중 산성 환경에서의 반응은 정량에 사용된다. 반응식은 다음과 같다.

산성 : 2 ClO2 + 10 KI → 2 HCl + 4 H2O + 5 I2
중성 : 6 ClO2 + 10 KI → 4 KIO3 + 6 KCl + 3 I2
약염기성 : 2 ClO2 + 2 KI → 2 KClO2 + I2
- 아연, 카드뮴, 알루미늄, 니켈 등과 반응하여 아염소산 염을 생성한다.
- 염기와 반응하여 염소산 염과 아연소산 염을 생성한다.
- 과망간산 칼륨과는 다음과 같은 반응을 한다.

KMnO4 + 3 ClO2 + H2O → MnO2 + KClO3 + 2 HClO3
- 황산 철(II), 황산과 다음과 같은 반응을 진행한다. 이는 정량에 이용된다.

2 ClO2 + 10 FeSO4 + 5 H2SO4 → 2 HCl + Fe2(SO4)3 + 4 H2O

## 제법
공업적으로는 염소산 염을 염화 수소로 반응시키거나 아염소산 염을 염소와 반응시키는 방법으로 얻을 수 있다. 실험적으로는 염소산 칼륨에 진한 황산을 반응시키거나, 염소산 칼륨과 옥살산을 60°C로 가열하여 만들 수 있다.

## 용도
이산화 염소는 주로 다음과 같은 용도로 사용된다.
- 종이, 펄프, 섬유의 표백
- 우지, 어유 등의 정제, 표백
- 물의 소독, 냄새 제거
- 녹말, 밀가루 등의 표백 및 품질 개선. 10~20ppm정도 사용된다.

## 안전성
흡입 시와 증상이 비슷하다. 기도에 심한 자극을 준다. 기관지 경련이나 폐수종이 생길 수 있다. 심각한 두통을 유발할 수 있다. 증상은 즉시 나타나지 않으며 오랫동안 지속된다. 장시간에 걸쳐 노출된 경우 만성 기관지염이 생길 수 있다.
피부 접촉 시 기체 또는 용액은 심한 자극을 줄 수 있다.
안구 접촉 시 심한 자극을 줄 수 있다. 노출될 경우 빛이 번져 보이는 등의 장애가 나타날 수 있다.

## 참고 문헌
- 化學大辭典編集委員會 편, 성용길, 김창홍 역, 《화학대사전》, 서울: 世和, 2001.
- https://web.archive.org/web/20081118012125/http://www.pureline.com/images/msds_sheets/PureLine%20MSDS%20-%20Chlorine%20Dioxide%200071504.pdf
- 일본에서 일반 취급하는 업체Digital River 보관됨 2016-03-04 - 웨이백 머신